# Szkwa

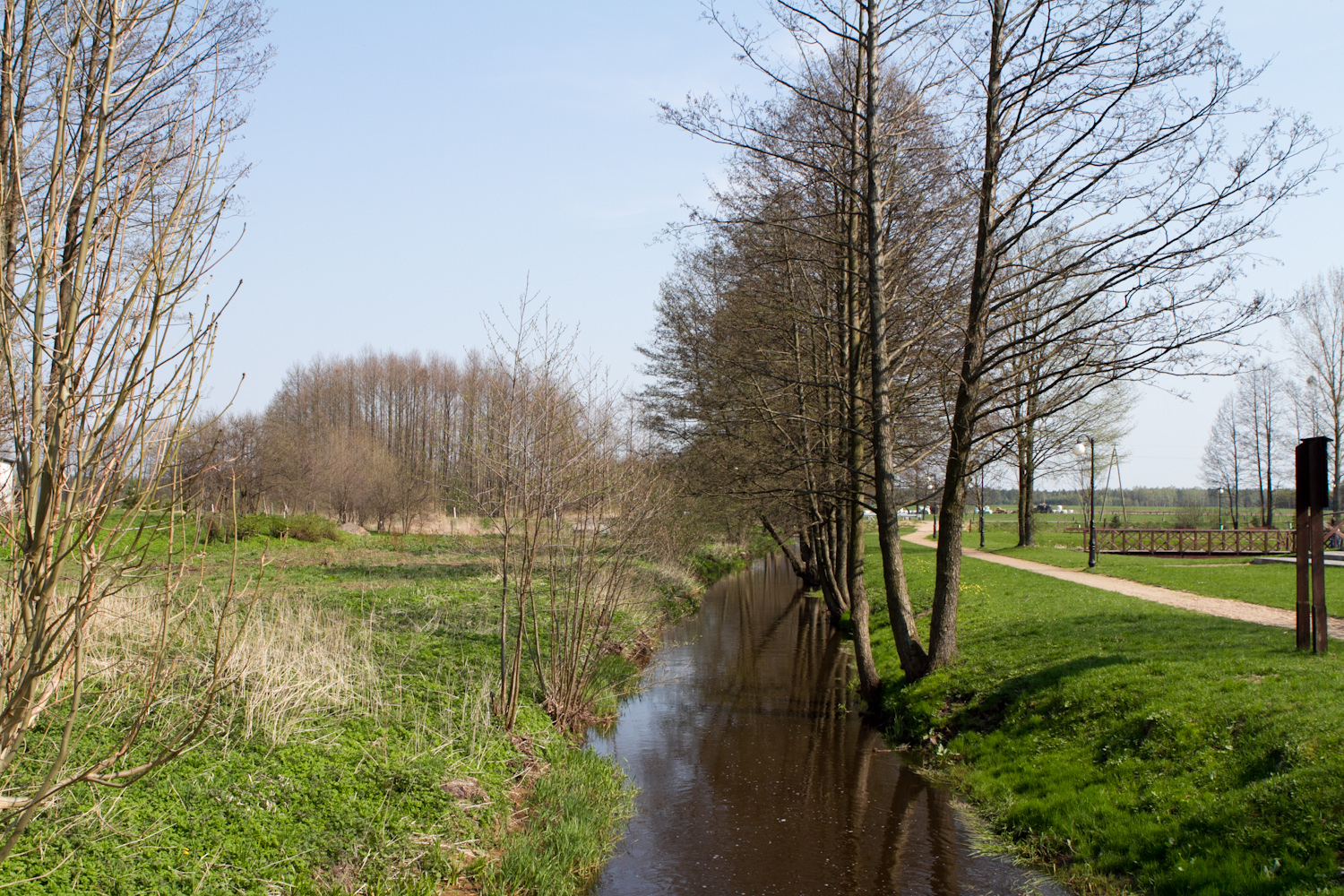
Rzeka Szkwa w Rozogach

Szkwa (Skwa, Rozoga) – niewielka rzeka w północno-wschodniej Polsce, prawy dopływ Narwi o długości 103 km i powierzchni dorzecza 482 km².
Rzeka wypływa powyżej jeziora Świętajno, a do Narwi uchodzi 16 km powyżej Ostrołęki. Płynie z Pojezierza Mazurskiego na Nizinę Północnomazowiecką, w województwie warmińsko-mazurskim i mazowieckim. Na rzece jest kilka jazów, które podnoszą poziom wody aż o 1,5 m, m.in. we wsi Tartak. Rzeka na większej długości jest uregulowana.
Powyżej jeziora nie jest używana żadna nazwa, do Rozóg rzeka nazywana jest Rozogą, poniżej, aż do ujścia do Narwi nazywana jest Szkwą. Jednak używanie obu nazw może mylić, gdyż kilka kilometrów na zachód płynie równolegle inna Rozoga.
Główne dopływy: Piasutna, Wilamowski Rów.
Ważniejsze miejscowości nad Szkwą: Kolonia, Długi Borek, Rozogi, Grądzkie, Tartak, Szafranki, Brzozowa, Dąbrówka, Gąski, Szkwa, Lipniki (dzielnica Struga).